# Sadush Danaj
Sadush Danaj (født 6. november 1988 i Lezhë, Albanien) er en albansk fodboldspiller, der spiller for KF Laçi i Albanien. Han spiller primært på den defensive midtbane.